# Cuisine fusion

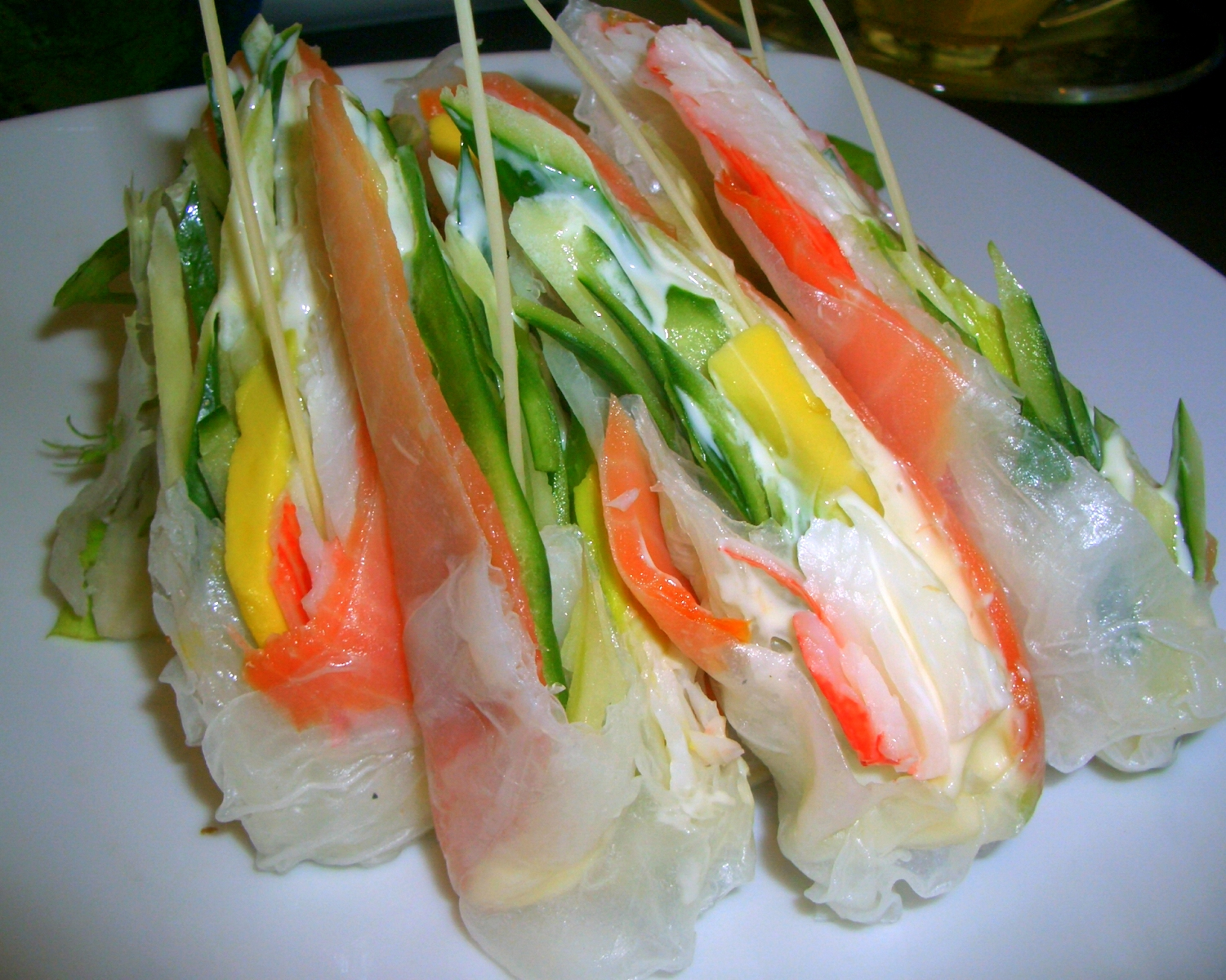
Ce plat est issu de la combinaison des cuisines japonaise et vietnamienne : saumon fumé enroulé dans du papier de riz, avec avocat, concombre et bâton de crabe.

La cuisine fusion est à la fois une mode culinaire des années 1980-1990 et un type de cuisine qui confronte plusieurs cuisines, plusieurs cultures ou techniques étrangères les unes des autres dans une même assiette ou dans un même plat. Elle se distingue du métissage alimentaire par une démarche consciente et délibérée de « choquer » des cuisines.

## Histoire
La première application visible d'une cuisine fusion au XXe siècle semble apparaître dans les cuisines des chefs de la nouvelle cuisine française dans les années 1970. Alain Senderens et Michel Guérard, revenant de Chine, décident de garnir des ravioles (juste découvertes) avec du homard pour l'un et du foie gras pour l'autre. À une époque où tout semblait possible, où l'on se disait qu’il fallait tout essayer et en finir avec les vieux principes, l'acte de fusion apparaît comme une nouvelle façon d'appréhender les cuisines étrangères, de les mettre en valeur en les « choquant » avec la cuisine française.
Si l'acte de fusion n'a pas de date de naissance, ni d'origine géographique précise, le nom « cuisine fusion » (ou fusion food) apparaît la première fois dans le discours du chef Norman Van Aken, un chef autodidacte et voyageur qui s'installa à Key West à la fin des années 1970. Fort de son expérience de globe-trotter et passionné par la lecture de livres de cuisines, il crée dans les années 1980 ce qu'il appelle la New World Cuisine. Selon lui, il s'agit d'une cuisine, influencée par les immigrations successives aux États-Unis, et adaptée à la production locale. Il se base alors principalement sur les cuisines d'Amérique latine, caribéenne, asiatique (notamment vietnamienne) et emploie le terme « fusion » (qu'il emprunte au domaine musical) pour désigner cette combinaison d'ingrédients, de techniques, de saveurs, dans le but de créer des plats tout à fait originaux. Van Aken fait de sa New World Cuisine un élément de différenciation dans lequel les cultures ne sont pas mélangées mais distinguées, associées. Cette cuisine de l'improvisation et de la création explose aux États-Unis dans les années 1990. Jeune et expérimentale, sans codification stricte et volontairement particulariste, on lui attribue de nombreux noms différents : New World Cuisine, Fusion Food, Floribbean Cuisine (Floride + Caraïbes), Contemporary Floridian Cuisine, Nuevo Latino Cuisine, New Cubano Cuisine… 
D'autres grands cuisiniers vont s'inscrire dans ce mouvement, notamment l'Austro-Américain Wolfgang Puck qui rencontre un grand succès en redoublant d'inventivité. Formé en France par Raymond Thuilier à l'Oustau de Baumanière au moment où la nouvelle cuisine explose, il devient chef du restaurant Ma Maison à Los Angeles, en 1975. Puck transpose ce qu'on lui a appris en France ; il décide d'adapter cette nouvelle cuisine française à la Californie et de soumettre celle-ci à un public qui commençait à s'intéresser de près à la gastronomie. Ouvrant son propre restaurant Spago en 1982, il fait de la Californie, avec Alice Waters, une place forte de la gastronomie mondiale dans les années 1980. En ouvrant de très nombreux restaurants où il associa la cuisine française moderne aux cuisines californienne, asiatique et italienne, il devint le père de la cuisine fusion californienne.

### Quelques plats de cuisine fusion
- Sashimi de thon accompagné d'une salade d'avocat, d'oignons et de thon, vinaigrette sauce soja, jus de citron vert, huile d'olive et piment (Puck).
- Sorbet de tequila et pamplemousse (Puck).
- Caille sur gâteau de maïs et sauce au zinfandel (Puck).
- Champignons shiitake et pâtes au prosciutto (Shigefumi Tachibe, Chaya Brasserie, Los Angeles).
- Aubergine japonaise frite farcie de camembert, homard au gingembre et au radicchio (Shigefumi Tachibe, Chaya Brasserie, Los Angeles).